# Antilopini
Antilopini là một tông linh dương trong phân họ Linh dương gồm các loài Linh dương cỡ trung bình và nhỏ trong nhóm các loài linh dương Gazelle và Linh dương lùn châu Phi, gồm các loài linh dương sống trong và xung quanh vùng sa mạc Sahara, vùng Sừng châu Phi và lục địa Á-Âu.

## Đặc điểm
Những con linh dương cái có sừng rất ngắn so với những con đực, và chúng còn có bộ lông màu nâu và trắng mịn, trông bóng loáng. Phần lớn các loài linh dương trong bộ này đều có sọc đen và một dấu hiệu là vệt đen trên khuôn mặt. Những con đực thường chiếm cứ một lãnh thổ khá rộng lớn như một con đầu đàn lãnh chúa thống trị theo bầy đàn và đôi khi nhóm với các loài khác, chẳng hạn như Linh dương Grant cùng với con linh dương Thomson
Đây là những con linh dương đặc trưng với tốc độ là sự lanh lợi, là những con linh dương rất có tốc độ chúng có tốc độ lên đến 50 mphs (80 km/giờ) và có khả năng nhảy rất tốt và thực hiện được nhiều bước nhảy lần lượt liên tiếp (nhảy tưng tưng) một cách mạnh mẽ. Chúng đã thích nghi tốt với các môi trường mở. Các loài linh dương trong bộ này là con mồi ưa thích của báo săn, cũng là loài săn mồi dựa vào tốc độ. Sự rượt đuổi giữa báo săn và linh dương trong những cuộc đua tốc độ nước rút sinh tử là một trong những cảnh ngoạn mục trên thảo nguyên châu Phi.

## Tập tính lãnh thổ
Tập tính lãnh thổ là một trong những đặc điểm chung của loài linh dương thuộc bộ này. Trong suốt mùa mưa, khi nguồn thức ăn dồi dào, những con linh dương đực trưởng thành tạo lập một lãnh thổ riêng và xua đuổi những con đực còn non, gọi là nhóm độc thân, ra khỏi lãnh thổ của chúng. Trong khi đó, những con cái sẽ hợp thành những nhóm "di cư", di chuyển từ vùng lãnh thổ này sang vùng khác, thông thường là những vùng có nguồn thức ăn dồi dào nhất. Khi những nhóm "di cư" này đi ngang qua một vùng lãnh thổ để tìm kiếm thức ăn, con đực sẽ tìm cách quây chúng lại, và thường thì chúng sẽ giữ lại được một vài con cái cho mình.
Trong mùa sinh sản, những con đực mới lớn cố gắng tìm cách chứng tỏ ưu thế của mình qua các trận chiến, còn những con đực trưởng thành thích phô trương sức mạnh với nhau hơn là lao vào những trận chiến này. Nếu một con đực trong "nhóm độc thân" đi ngang qua lãnh thổ của một con đực trưởng thành, kẻ thống trị sẽ đuổi nó ra khỏi lãnh thổ của mình. Một con đực trưởng thành thường sẽ không xâm phạm lãnh thổ của những con đực khác. Cuộc tán tỉnh của linh dương đực với linh dương cái sẽ dừng lại nếu con cái chạy sang lãnh thổ của tên hàng xóm, nhưng tất nhiên là gã hàng xóm sẽ tiếp tục cuộc cuộc vui này.

## Các loài
- Phân họ Antilopinae (Phân họ Linh dương)
  - Tông Antilopini (Tông Linh dương)
    - Chi Ammodorcas
      - Ammodorcas clarkei

    - Chi Antidorcas: Linh dương nhảy
      - Antidorcas marsupialis: Linh dương nhảy
        - Antidorcas marsupialis marsupialis
        - Antidorcas marsupialis angolensis
        - Antidorcas marsupialis hofmeyri

    - Chi Antilope
      - Antilope cervicapra: Linh dương đen Ấn Độ
        - Antilope cervicapra cervicapra
        - Antilope cervicapra rajputanae

    - Chi Eudorcas
      - Eudorcas albonotata: Linh dương Mongalla
      - Eudorcas rufina †: Linh dương đỏ (đã tuyệt chủng)
      - Eudorcas rufrifrons: Linh dương mặt đỏ
        - Eudorcas rufifrons centralis
        - Eudorcas rufifrons hasleri
        - Eudorcas rufifrons kanuri
        - Eudorcas rufifrons laevipes
        - Eudorcas rufifrons rufifrons
        - Eudorcas rufifrons tilonura

      - Eudorcas thomsoni: Linh dương Thomson hay còn gọi là Tomie
        - Eudorcas thomsoni thomsonii
        - Eudorcas thomsoni nasalis

      - Eudorcas tilonura

    - Chi Gazella: Linh dương Gazelle
      - Thứ chi Deprezia
        - Gazella psolea †: Loài linh dương tiền sử, đã tuyệt chủng

      - Thứ chi Gazella
        - Gazella arabica †: Linh dương gazelle Ả rập
        - Gazella benettii hay Chinkara
        - Gazella bilkis †: Linh dương Yemen (đã tuyệt chủng)
        - Gazella dorcas: Linh dương Dorcas
          - Gazella dorcas beccarii
          - Gazella dorcas dorcas
          - Gazella dorcas isabella
          - Gazella dorcas massaesyla
          - Gazella dorcas osiris
          - Gazella dorcas pelzelni

        - Gazella gazella: Linh dương núi
          - Gazella gazella gazella
          - Gazella gazella acaiae
          - Gazella gazella merrilli
          - Gazella gazella hatay
          - Gazella gazella cuvieri

        - Gazella saudiya †
        - Gazella spekei

      - Thứ chi Trachelocele
        - Gazella cuvieri: Linh dương Cuvier
        - Gazella leptoceros: Linh dương Rhim
        - Gazella subgutturosa
          - Gazella subgutturosa subgutturosa
          - Gazella subgutturosa gracilicornis
          - Gazella subgutturosa yarkandensis
          - Gazella subgutturosa marica

    - Chi Litocranius
      - Litocranius walleri: Linh dương Gerenuk
        - Litocranius walleri walleri
        - Litocranius walleri sclateri

    - Chi Nanger
      - Nanger dama: Linh dương Dama
        - Nanger dama mhorr
        - Nanger dama dama
        - Nanger dama ruficollis

      - Nanger granti: Linh dương Grant
        - Nanger granti brighti (Thomas, 1901) – Linh dương Gazelle Bright
        - Nanger granti granti (Brooke, 1872) – Linh dương Grant phương Nam
        - Nanger granti lacuum (Neumann, 1906) – Linh dương Grant phương Bắc
        - Nanger granti petersi (Günther, 1884) – Linh dương Gazelle Peter
        - Nanger granti robertsi - Linh dương Gazelle Roberts

      - Nanger soemmerringii
        - Nanger soemmerringii berberana
        - Nanger soemmerringii soemmeringii
        - Nanger soemmerringii butteri

    - Chi Procapra
      - Procapra gutturosa
      - Procapra picticaudata
      - Procapra przewalskii
        - Procapra przewalskii przewalskii
        - Procapra przewalskii diversicornis

## Một số loài

### Linh dương Thomson
Trong số các loài linh dương thuộc bộ này, loài Linh dương Thomson hay còn gọi là tommie là loài loài linh dương phổ biến nhất tại khu vực Đông Phi với khoảng hơn 500 nghìn cá thể trên toàn bộ châu Phi. Môi trường sống lý tưởng của loài Thomson là các khu vực cỏ thấp với nền đất khô và cứng. Chúng là nguồn thức ăn chủ yếu của loài báo săn. Thông thường, báo săn có tốc độ nhanh hơn linh dương Thomson nhưng bù lại linh dương có thể duy trì tốc độ trên một quãng đường dài và đổi hướng đột ngột. Linh dương Thomson sở hữu một tốc độ đáng kinh ngạc, từ 80 km/h (50 mph), tới 96 km/h (60 mph) trong khi vẫn di chuyển zigzag. Khả năng phi thường này đã nhiều lần cứu thoát chúng khỏi móng vuốt những con thú săn mồi. Một hành vi vô cùng đặc biệt ở loài linh dương Thomson là những bước nhún nhảy của chúng dùng để đánh lạc hướng kẻ thù hoặc phô diễn sức mạnh.

### Linh dương Grant
Linh dương Grant thì phân bố từ phía bắc Tanzania đến miền nam Sudan và Ethiopia, và từ bờ biển Kenya đến Hồ Victoria. Linh dương Grant là loài cực kỳ nhanh chóng, chúng có thể chạy 80 km/h (50 mph) nhưng những con đực to lớn hơn thường không vượt quá 72 km/h (45 mph). Chúng là động vật di cư, nhưng đi theo hướng ngược lại của hầu hết các động vật móng guốc khác, chẳng hạn như linh dương Thompson, ngựa vằn, linh dương đầu bò, phụ thuộc vào nơi nhiều nước hơn. Chúng cũng có thể tồn tại trên thảm thực vật trong có nước, khu vực bán khô cằn nơi chúng phải đối mặt với sự cạnh tranh ít khốc liệt hơn. Những kẻ săn mồi phổ biến nhất của con linh dương Grant là loài báo săn và những con chó hoang.

### Linh dương Gazelle
Linh dương Gazel khá nhỏ, hầu hết khi đứng chúng cao đến 2-3,5 ft (61–110 cm) cao đến vai. Chúng có thể bị đe dọa bởi những kẻ săn mồi tốc độ, như Loài báo săn. Trên khoảng không gian rộng lớn ở các đồng cỏ, loài linh dương gazelle có thể chạy với vận tốc 70 km/h. Mặc dù có tốc độ chạy nhanh như vậy, nhưng linh dương gazelle vẫn phải đối mặt với những mối đe dọa đến từ loài báo săn bởi linh dương là món ăn báo yêu thích nhất. Đối với những con báo, khoảng cách lý tưởng nhất để bắt con mồi là 50 met, nhưng nó phải xuất phát khi con mồi cách khoảng 80 met. Điều may mắn cho những con linh dương là chúng có giác quan rất nhạy và phản ứng cơ thể rất nhanh nhẹn mỗi khi biết mình bị tấn công. Trong quá trình rượt đuổi, linh dương thường hay thay đổi hướng chạy khiến kẻ săn mồi luôn gặp khó khăn.